# The Tale of a Chicken
The Tale of a Chicken è un cortometraggio muto del 1914 diretto da Arthur Hotaling.

## Trama
Sam Johnson e Raskus Hudson sono rivali in amore, innamorati ambedue di Mandy Jones. Raskus, per mettere fuori gioco Sam, ruba un pollo che lascia in casa del rivale. Sam viene messo in carcere, ma Mandy ingaggia il grande Sherlock Jackson Holmes che trova una scia di piume che portano al covo della banda di Raskus che viene smascherato.

## Produzione
Il film fu prodotto dalla Lubin Manufacturing Company.

## Distribuzione
Distribuito dalla General Film Company, il film - un cortometraggio della lunghezza di 225 metri - uscì nelle sale cinematografiche USA il 28 aprile 1914. Nelle proiezioni, veniva programmato con il sistema dello split reel, accorpato in un'unica bobina con un altro cortometraggio prodotto dalla Lubin, la commedia Another Tale.